# Lijst van oorlogsmonumenten in Barneveld
De Nederlandse gemeente Barneveld heeft 7 oorlogsmonumenten. Hieronder een overzicht.
| Nr.  | Object                                   | Herdachte groep                                                    | Ontwerper                 | Onthulling        | Type        | Locatie                      | Plaats      | Coördinaten                   | Foto                                     |
| ---- | ---------------------------------------- | ------------------------------------------------------------------ | ------------------------- | ----------------- | ----------- | ---------------------------- | ----------- | ----------------------------- | ---------------------------------------- |
| 647  | Monument voor het 1ste Regiment Huzaren  | militairen in dienst van het Ned. Kon. 1940-1945                   |                           | 22 maart 1941     | gedenksteen | Koninginnelaan, 3781 GK      | Voorthuizen | 52° 11' 9" NB, 5° 36' 30" OL  | Monument voor het 1ste Regiment Huzaren  |
| 1909 | Monument 1940-1945 + Canadese soldaat    | geallieerde militairen                                             |                           | 5 mei 1955 + 2008 | overig      | Dorpsstraat, 3886 AR         | Garderen    | 52° 13' 60" NB, 5° 42' 50" OL | Monument 1940-1945 + Canadese soldaat    |
| 1911 | Monument 1940-1945                       | allen                                                              |                           |                   | gedenksteen | Rubensstraat to 29, 3781 VK  | Voorthuizen | 52° 11' 27" NB, 5° 36' 24" OL | Monument 1940-1945                       |
| 1912 | Oorlogsmonument                          | burgerslachtoffers                                                 |                           |                   | gedenkmuur  | Postweg 63, 3772 MJ          | De Glind    | 52° 7' 10" NB, 5° 30' 26" OL  | Oorlogsmonument                          |
| 1913 | Monument 1940-1945                       | geallieerde militairen, burgerslachtoffers                         |                           |                   | gedenkmuur  | Narcissenstraat 260, 3772 JG | Barneveld   | 52° 8' 9" NB, 5° 34' 15" OL   | Monument 1940-1945                       |
| 1916 | Joods monument                           | vervolgden Nederland                                               | Ralph Prins (03-05-1926)  | 28 september 1987 | gedenksteen | Stationsweg 6, 3771 VH       | Barneveld   | 52° 8' 32" NB, 5° 35' 29" OL  | Joods monument                           |
| 1917 | Monument bij begraafplaats 'De Plantage' | militairen in dienst van het Ned. Kon. na 1945, burgerslachtoffers | G.A. Overeem (23-10-1944) | 24 april 1999     | zuil        | Narcissenstraat 260, 3772 JG | Barneveld   | 52° 8' 4" NB, 5° 34' 16" OL   | Monument bij begraafplaats 'De Plantage' |

Aalten ·
Apeldoorn ·
Arnhem ·
Barneveld ·
Berg en Dal ·
Berkelland ·
Beuningen ·
Bronckhorst ·
Brummen ·
Buren ·
Culemborg ·
Doesburg ·
Doetinchem ·
Druten ·
Duiven ·
Ede ·
Elburg ·
Epe ·
Ermelo ·
Harderwijk ·
Hattem ·
Heerde ·
Heumen ·
Lingewaard ·
Lochem ·
Maasdriel ·
Montferland ·
Neder-Betuwe ·
Nijkerk ·
Nijmegen ·
Nunspeet ·
Oldebroek ·
Oost Gelre ·
Oude IJsselstreek ·
Overbetuwe ·
Putten ·
Renkum ·
Rheden ·
Rozendaal ·
Scherpenzeel ·
Tiel ·
Voorst ·
Wageningen ·
West Betuwe ·
West Maas en Waal ·
Westervoort ·
Wijchen ·
Winterswijk ·
Zaltbommel ·
Zevenaar ·
Zutphen